# دموناپولای شمالی
دموناپولای شمالی (به لاتین: Demunapola North) یک منطقهٔ مسکونی در سری‌لانکا است که در استان مرکزی (سری‌لانکا) واقع شده‌است.